# 裕熙園

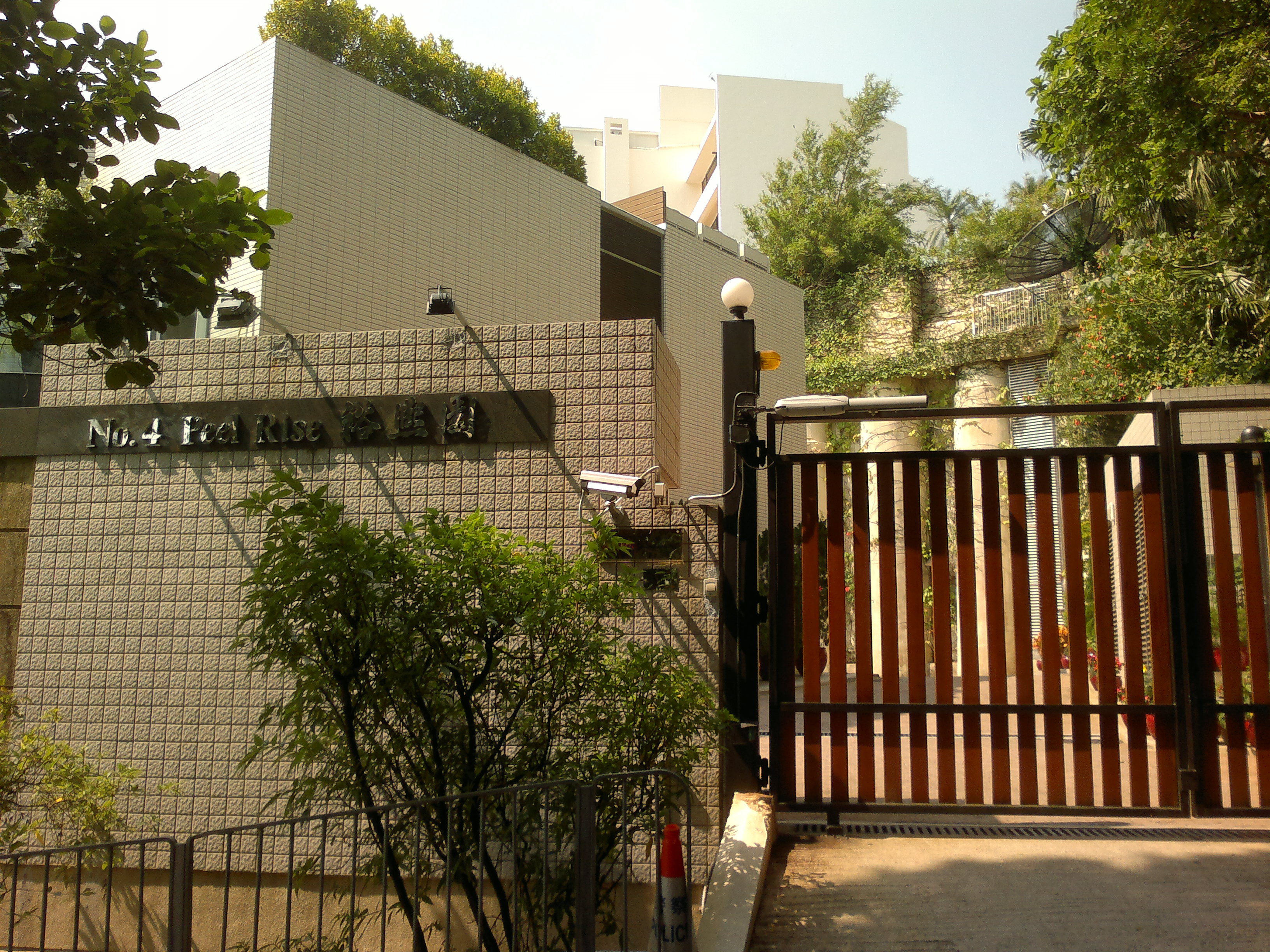
裕熙園入口

裕熙園（英語：Yue Hei Yuen），是香港島太平山頂的一個豪華住宅項目，一排6間獨立式洋房，俗稱屋仔，位於貝璐道4號。裕熙園建築面積4300平方呎一伙，自設私人泳池及前、後花園等，現時房地產每伙估價市值不少於4億港元。業主住客包括梁振英。

## 2012年玻璃棚事件
2012年6月20日，明報揭發業主梁先生在貝璐道4號AB屋僭建110平方呎玻璃棚。業主梁先生坦承之前是木花棚，後因白蟻所以改建為金屬加玻璃結構，未有向屋宇署入則申請，是「無心之失」，無意違例；並即日清拆完全。2012年6月22日，《明報》又揭發業主梁先生家宅另外7處都是「僭建」。

## 鄰近
- 加列山道
- 山頂道
- 英基學校

## 外部參考
1. ↑  .   [2012-06-23]. （原始内容存档于2013-01-05）.